# Мозбах
Мозбах (на немски: Mosbach) е град в северната част на Баден-Вюртемберг, Германия с 23 000 жители (към 31 декември 2015).
Намира се в район Некар-Оденвалд на ок. 34 km северно от Хайлброн и 58 km източно от Хайделберг.
Мозбах е споменат за пръв път през 976 г., получава 1241 г. права и привилегии на свободен имперски град до 1362 г. Мозбах е столица на пфалцграфството Пфалц-Мозбах-Ноймаркт (1448 – 1499).
- Дворец и замък Мозбах